# Willy Clodius
Willy Clodius (11. September 1874 in Bremen – nach 1942) war ein deutscher Theaterschauspieler.

## Leben
Clodius, der Sohn eines Großkaufmannes, beschloss, angespornt durch die Urteile namhafter Künstler, die ihm großes Talent konstatierten, die Bühnenlaufbahn zu ergreifen. Er nahm Unterricht bei Friedrich Holthaus und betrat 1893 am fürstlichen Theater in Pyrmont zum ersten Mal die Bretter, war 1893 bis 1894 in Annaberg, Guben, engagiert, 1894 bis 1898 am Hoftheater in Oldenburg, wo er als „Octave“ im Hüttenbesitzer debütierte, von 1898 bis 1899 in Chemnitz unternahm dann eine Gastspieltournee und wurde 1900 für das Thaliatheater in Hamburg verpflichtet, wo er bis mindestens 1905 wirkte.
Sein weiterer künstlerische Lebensweg ist unbekannt, 1942 lebte er jedoch noch. Todesort- und Zeitpunkt sind (derzeit) unbekannt.